# Giuseppe Milano
Giuseppe Milano (Revere, Provincia de Mantua, Italia, 26 de septiembre de 1887 - Vercelli, Provincia de Vercelli, Italia, 13 de mayo de 1971) fue un futbolista y director técnico italiano. Se desempeñaba en la posición de centrocampista.

## Selección nacional
Fue internacional con la selección de fútbol de Italia en 11 ocasiones. Debutó el 6 de enero de 1911, en un encuentro ante la selección de Hungría que finalizó con marcador de 1-0 a favor de los húngaros.

## Clubes

### Como futbolista
| Club                | País   | Año       |
| ------------------- | ------ | --------- |
| Pro Vercelli Calcio | Italia | 1906-1915 |

### Como entrenador
| Equipo              | País   | Año       |
| ------------------- | ------ | --------- |
| Pro Vercelli Calcio | Italia | 1909-1914 |
| Selección de Italia | Italia | 1919-1921 |
| Selección de Italia | Italia | 1924-1925 |
| Novara Calcio       | Italia | 1928-1929 |
| A. S. Biellese      | Italia | 1930      |

## Palmarés

### Campeonatos nacionales

#### Como futbolista
| Título  | Club                | País   | Año     |
| ------- | ------------------- | ------ | ------- |
| Serie A | Pro Vercelli Calcio | Italia | 1908    |
| Serie A | Pro Vercelli Calcio | Italia | 1909    |
| Serie A | Pro Vercelli Calcio | Italia | 1910-11 |
| Serie A | Pro Vercelli Calcio | Italia | 1911-12 |
| Serie A | Pro Vercelli Calcio | Italia | 1912-13 |